# Lex Poetelia Papiria
A lex Poetelia Papiria a Római Köztársaság i. e. 326-ban meghozott törvénye, amely felszámolta az adósrabszolgaságot. Titus Livius elbeszélése szerint Gaius Poetelius Libo Visolus harmadik konzulsága idején fogadták el, míg Varro elbeszélése szerint Poetelius diktátorsága alatt hozták meg ezt a törvényt i. e. 313-ban.